# Jacob Barnett
Jacob L. „Jake“ Barnett (Indianapolis, 1998. május 26. –) egy amerikai fizikus aki csodagyerekként vált ismertté.

## Élete
Kétéves korában autizmust diagnosztizáltak nála. Mivel a speciális óvodában a nevelők nem tudtak mit kezdeni vele, és úgy vélték, hogy soha nem fog beszélni vagy írni, a szülei kivették az óvodából, és saját maguk nevelték. A fizika és a csillagászat már nagyon korán érdekelni kezdte. Kommunikációjának az volt a sajátossága, hogy gondolatait csak időnként osztotta meg. Első publikációja társszerzőként 13 éves korában jelent meg. Az Ohio Állami Egyetemen Joanne Ruthsatz pszichológiaprofesszor megvizsgálta, és olyan adottságokat talált nála, amelyek tízmillióból egy embernél fordulnak elő.  Az anyja által írt életrajza szerint a  Mensa és az Intertel tagja volt, amely egyesületek csak magas intelligenciájúakat vesznek fel tagjaik közé.
2011-ben Jacob anyja sorozatot indított a YouTube-on. A médiában olyan cikkek jelentek meg, mint „Wunderkind stellt Einstein in den Schatten“ (A csodagyerek beárnyékolja Einsteint) és „12-Year-Old Genius Expands Einstein’s Theory of Relativity, Thinks He Can Prove It Wrong“ (Egy 12 éves kiterjeszti Einstein relativitáselméletét, és úgy gondolja, hogy cáfolni tudja).
Barnettet 2013-ban felvették Waterlooban az Elméleti Fizika Periméter Intézetének egyéves mesterképzésére, a Perimeter Scholars Internationalre. 15 évesen ő volt a legfiatalabb hallgató. 2014-ben eredményesen zárta a programot. Ezután posztgraduális képzéseke vett részt a Perimeter Intézetben és a Waterlooi Egyetemen.

## Publikáció
2011-ben az Origin of maximal symmetry breaking in even PT-symmetric lattices című cikk társszerzője volt a Physical Review A-ban. A cikk másik szerzője Yogesh N. Joglekar, az Indiana Egyetem-Purdue Egyetem Indianapolis (IUPUI) fizikaprofesszora. 13 évesen ő volt a legfiatalabb, akinek cikke jelent meg ebben a folyóiratban. Mit 13 Jahren war er die jüngste Person, die jemals in dem Journal veröffentlichte.

## Művei
- (2011. augusztus 30.) „Origin of maximal symmetry breaking in even PT-symmetric lattices”. Physical Review A 84 (2). DOI:10.1103/PhysRevA.84.024103.
- Jacob Barnett, Lee Smolin: Fermion Doubling in Loop Quantum Gravity, 2015

## Fordítás
- Ez a szócikk részben vagy egészben  a   Jacob Barnett című német Wikipédia-szócikk fordításán alapul.  Az eredeti cikk szerkesztőit annak laptörténete sorolja fel. Ez a jelzés csupán a megfogalmazás eredetét és a szerzői jogokat jelzi, nem szolgál a cikkben szereplő információk forrásmegjelöléseként.